# Alphée Saint-Amand
Pour les articles homonymes, voir Saint-Amand.
Alphée Saint-Amand (10 avril 1903 à Sainte-Thècle - 20 avril 1983 à Sainte-Thècle) a été un maire et un homme d'affaires québécois (Canada). Il s’est marié le 19 septembre 1922 en l’église de Sainte-Thècle à Zénaïde Piché. Ce couple compte neuf enfants dont trois sont nés en Abitibi et les autres à Sainte-Thècle.

## Sommaire biographique

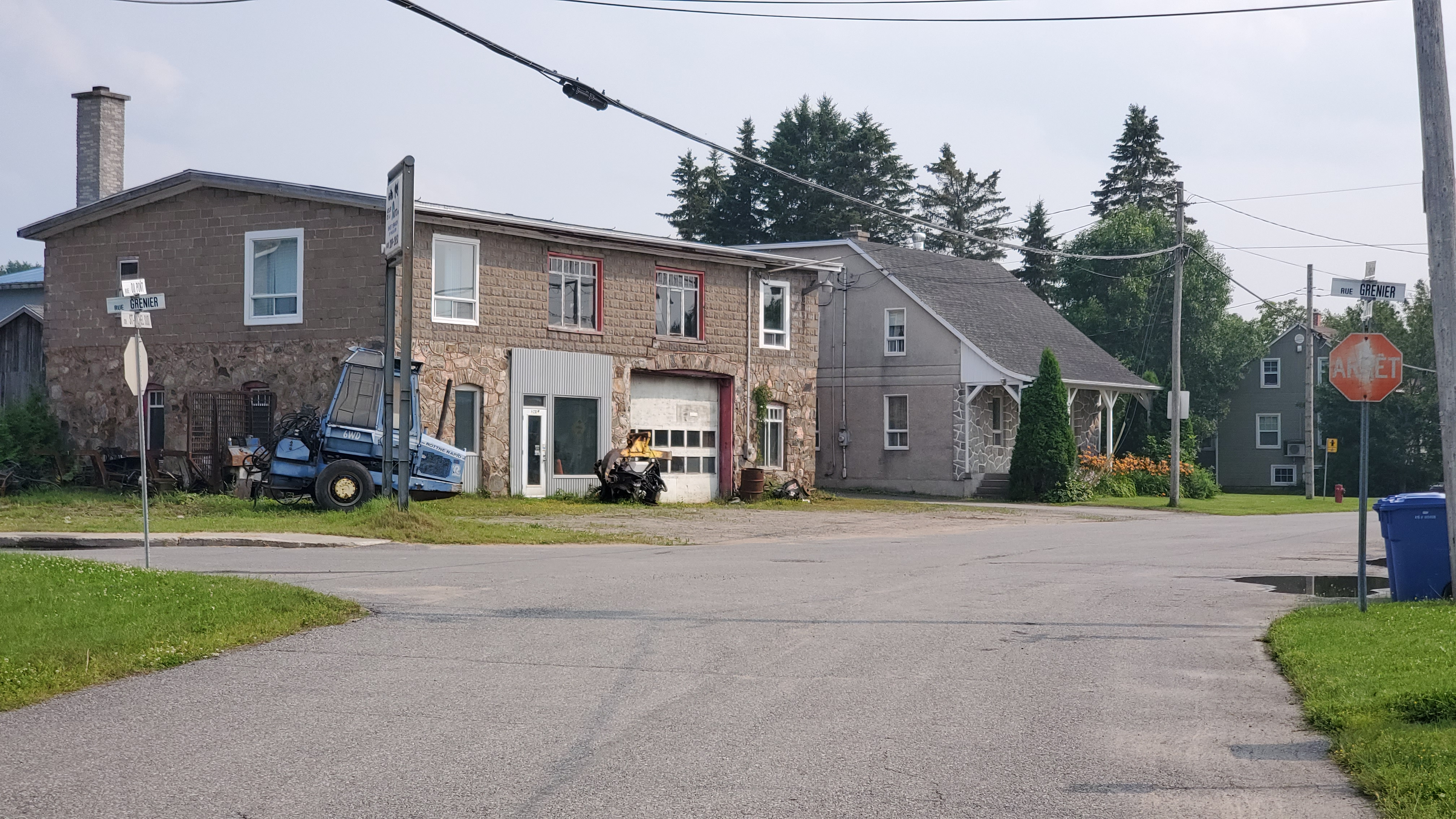
Garage de la rue Du Pont, à Sainte-Thècle.

"Alphée Saint-Amand a vécu en Abitibi de 1922 à 1927. Il défriche un lot à Saint-Janvier-de-Chazel et est boulanger à Saint-Judes-d'Authier. Il se part en affaire à Sainte-Thècle en 1928. Il opère un garage, un service de plomberie, un service funéraire, un service d'ambulance, un commerce de meubles et un atelier de couture. De plus, il a été maire de la paroisse de Sainte-Thècle et possédait plusieurs bâtisses dans la région. Zénaïde passe sa jeunesse à Sainte-Thècle, au rang Saint-Thomas. Elle seconde son mari dans toutes ses entreprises. Elle est tour à tour secrétaire, collaboratrice et même responsable de l'atelier de couture. Elle a été présidente de l'U.C.F.R. de Sainte-Thècle".
Après leur mariage, le couple Saint-Amand-Piché est parti en train en 1923 pour s’établir sur un lot du rang 10 à Macamic (secteur Chazel) en Abitibi, avec ses frères: Joséphat, Ernest, Odina, Donat et Albert Saint-Amand. Alphée St-Amand fut le premier boulanger de St-Judes d’Authier en 1924.
Le couple revient en 1927 à Sainte-Thècle où Alphée St-Amand démarre en 1928 un garage automobile à l’arrière de l’ancienne boutique à bois de Zéphirin Fournier, sur le site de l’ancienne chapelle du village d’en bas. En 1941, il se construit un nouveau garage tout en pierre sur le même site. Il est devenu aussi plombier et ferblantier.
Vers 1932, Alphée devient chef des pompes à feu des deux municipalités (village et paroisse). En 1934, Alphée St-Amand début le service de directeur de funérailles; il exerça ce rôle pendant 40 ans. En 1936, il fabrique lui-même son premier corbillard-automobile en modifiant une auto Nash Lafayette 1929.

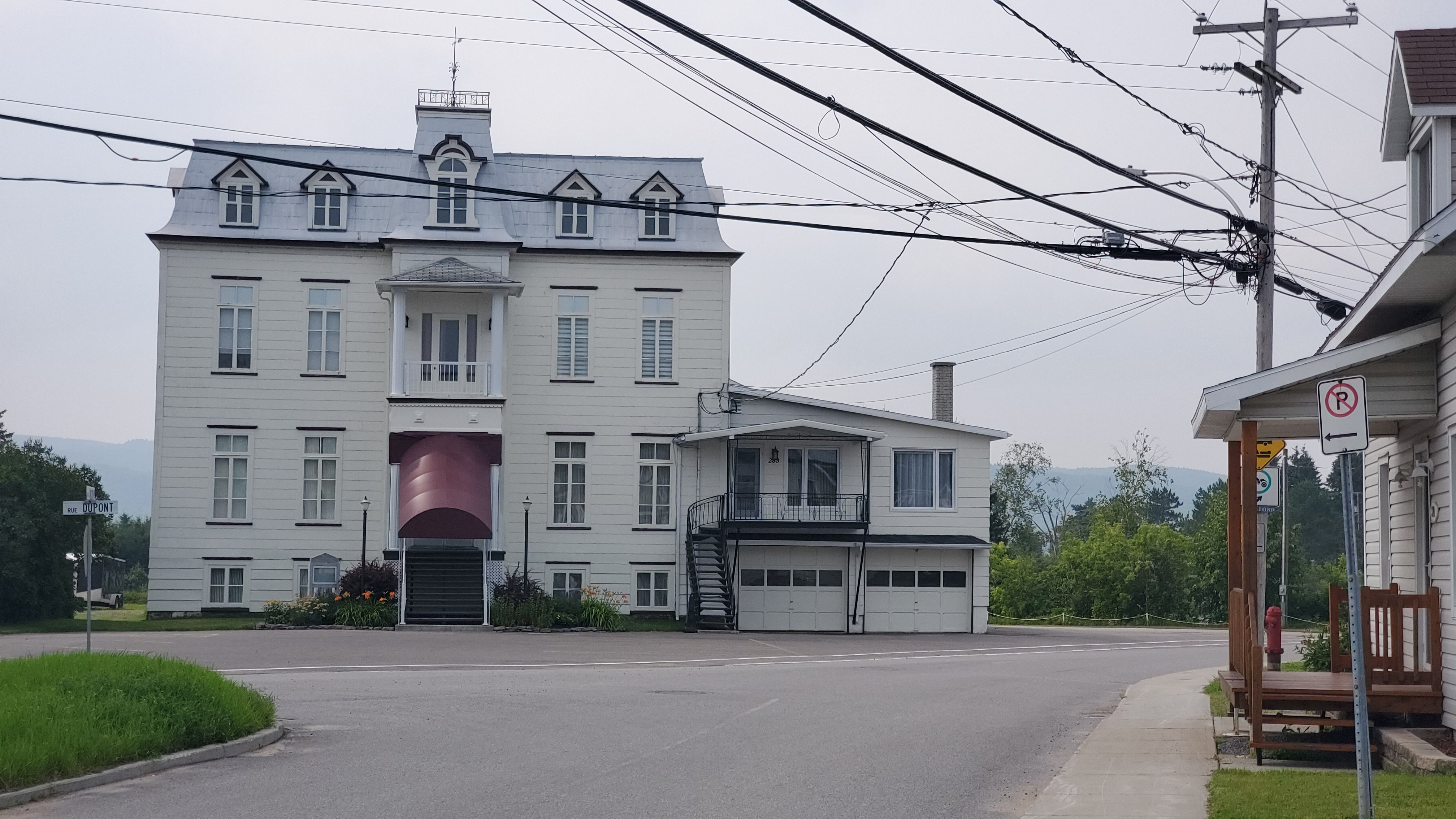
Ex-école n°1 de la rue Du Pont, à Sainte-Thècle, qui devient un atelier de couture et un salon funéraire.

Alphée exploita un atelier de couture de 1950 à 1966, d’abord au second étage du garage. En 1954, il acquit la vieille école no. 1 de la rue Dupont de la Commission scolaire de Sainte-Thècle pour en faire un atelier de couture (au sous-sol), un commerce de prélart au 1er étage et le salon funéraire au 2e étage.
Après une expérience de conseiller municipal depuis 1945, Alphée est nommé le 20e maire de la municipalité de la paroisse de Sainte-Thècle; il y accomplit trois mandats jusqu’en 1957 où le village d’en bas s’est fusionné avec la municipalité du village.